# Günter Vogelsang

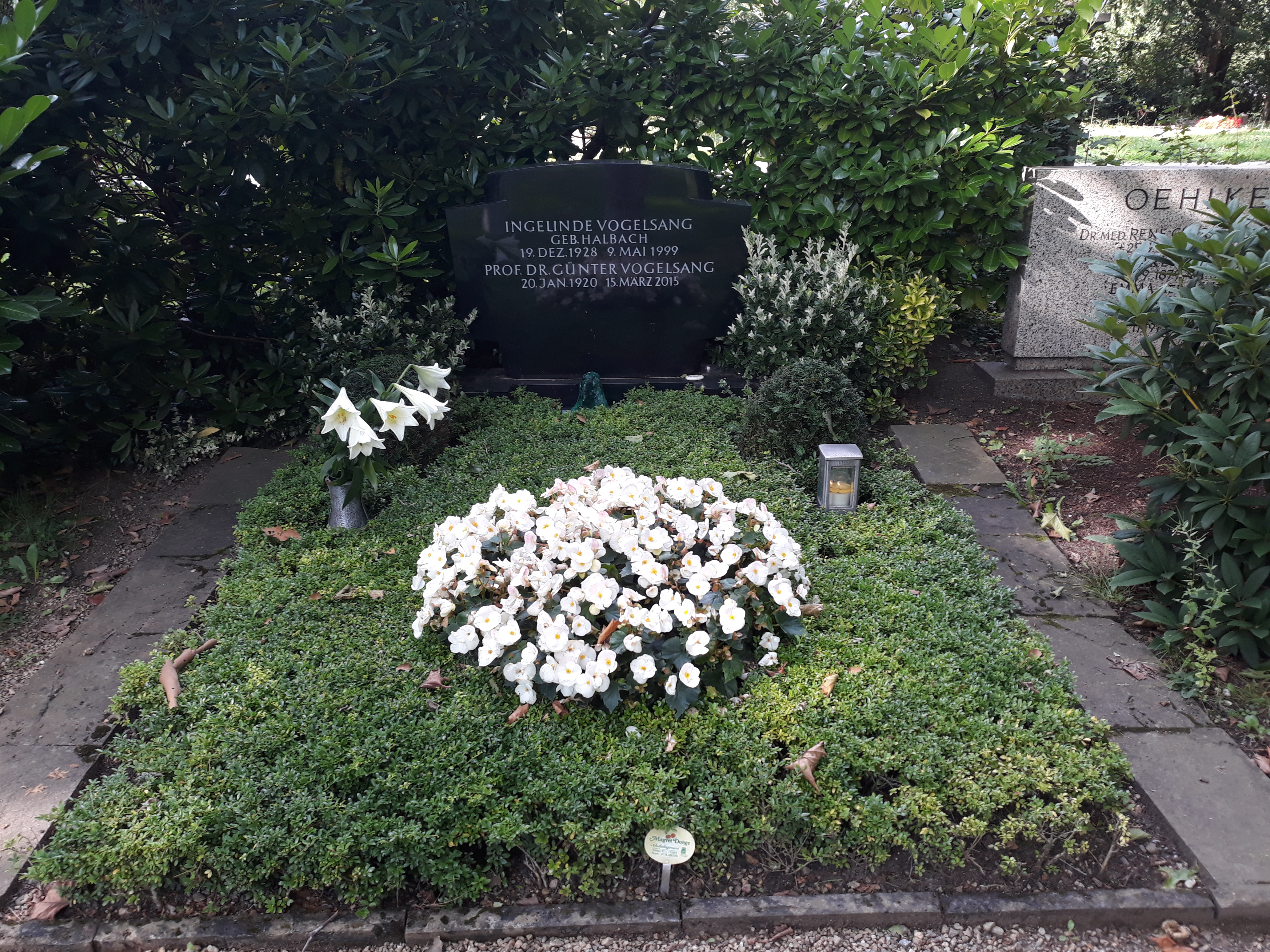
Das Grab von Günter Vogelsang und seiner Ehefrau Ingelinde geborene Halbach auf dem Südfriedhof (Düsseldorf)

Günter Vogelsang (* 20. Januar 1920 in Krefeld; † 16. März 2015 in Düsseldorf) war ein deutscher Manager, Vorstandsvorsitzender bei Krupp und einer der ersten Berufsaufsichtsräte in Deutschland.

## Leben
Günter Vogelsang wurde als Sohn eines Prokuristen und Einkaufschefs einer Krefelder Metallwarenfabrik geboren. 
Nach Wehrdienst und Kriegsdienst, den er als Oberleutnant der Luftwaffe beendete, geriet Vogelsang in Kriegsgefangenschaft. Nach seiner Rückkehr absolvierte er ein Studium der Betriebswirtschaft an der Universität Köln in der Mindeststudiendauer und war dann als Wirtschaftsprüfer bei Eugen Schmalenbach tätig. Während einer Prüfung bei dem Stahlhändler Willy Schlieker entdeckte er, dass Schlieker sieben Millionen DM zu viel Einkommensteuer gezahlt hatte. Durch den anschließenden Wechsel zu Schlieker wurde man in der Stahlindustrie auf ihn aufmerksam. Mit 34 Jahren wechselte er auf Betreiben von Berthold Beitz zu Krupp in die Konzernzentrale. 1958 wurde er Vorstand bei der Krupp-Tochter Hüttenwerk Bochumer Verein. Im Anschluss wechselte er als Finanzvorstand zu Mannesmann. 1968 wurde er auf Drängen der Banken zum Vorstandsvorsitzenden von Krupp berufen. Es gelang ihm, das hoch verschuldete Unternehmen in wenigen Jahren zu sanieren. Im Alter von 52 Jahren legte er sein Amt nieder, wonach er eine Unternehmensberatung als Einzelperson gründete. In dieser Funktion wurde er bei der Deutschen Bank und einer Vielzahl anderer Unternehmen (unter anderem bei Blohm + Voss, Daimler-Benz, Dornier und Diehl, E.on, Gerling, Ruhrkohle, ThyssenKrupp) in den Aufsichtsrat berufen. Von 1976 bis 1993 war er Aufsichtsratsvorsitzender des Energiekonzerns VEBA. 
Von 1984 bis 1996 war er Vorsitzender des Aufsichtsrates bei der Thyssen AG, von 1996 bis 1999 war er Ehrenvorsitzender des Aufsichtsrates. Im Jahr 1997 war er auf Seiten von Thyssen an den Verhandlungen über die Fusion von Thyssen und Krupp beteiligt. Zwischen 1999 und 2013 war er auch Ehrenvorsitzender des Aufsichtsrates von ThyssenKrupp. 
Vogelsang promovierte im Alter von 72 Jahren und wurde 1995 Honorarprofessor an der Wirtschafts- und Sozialwissenschaftlichen Fakultät der Universität zu Köln.
Er war verheiratet und hatte einen Sohn und eine Tochter.

## Ehrungen
- 1989: Großes Verdienstkreuz des Verdienstordens der Bundesrepublik Deutschland

## Schriften
- Universalberatung. Konzeption und Methodik einer ganzheitlichen Unternehmensberatung. Dissertation. Köln 1992.
- Zur Funktionsfähigkeit des Aufsichtsrates nach deutschem Aktienrecht. Referat von Günter Vogelsang anlässlich seiner Ernennung zum Honorarprofessor der Wirtschafts- und Sozialwissenschaftlichen Fakultät der Universität Köln am 28. April 1995. Kölner Universitätsreden Band 74.